# Шамбера
Шамбера (фр. Chambérat) насеље је и општина у централној Француској у региону Оверња, у департману Алије која припада префектури Монлисон.
По подацима из 2011. године у општини је живело 310 становника, а густина насељености је износила 10,93 становника/km². Општина се простире на површини од 28,37 km². Налази се на средњој надморској висини од 423 метара (максималној 426 m, а минималној 258 m).

## Демографија
| 1962. | 1968. | 1975. | 1982. | 1990. | 1999. | 2011. |
| ----- | ----- | ----- | ----- | ----- | ----- | ----- |
| 439   | 474   | 403   | 350   | 332   | 308   | 310   |

График промене броја становника у току последњих година